# رود تویکوس
رود تویکوس (روسی: Туйкос) یک رودخانه در سرزمین پرم کشور روسیه است.